# Orleansweberei J. B. Herrmann
Die Orleansweberei J. B. Herrmann ist ein ehemaliges Textilunternehmen aus Hirschfelde bei Zittau.

Darstellung der Weberei um 1900

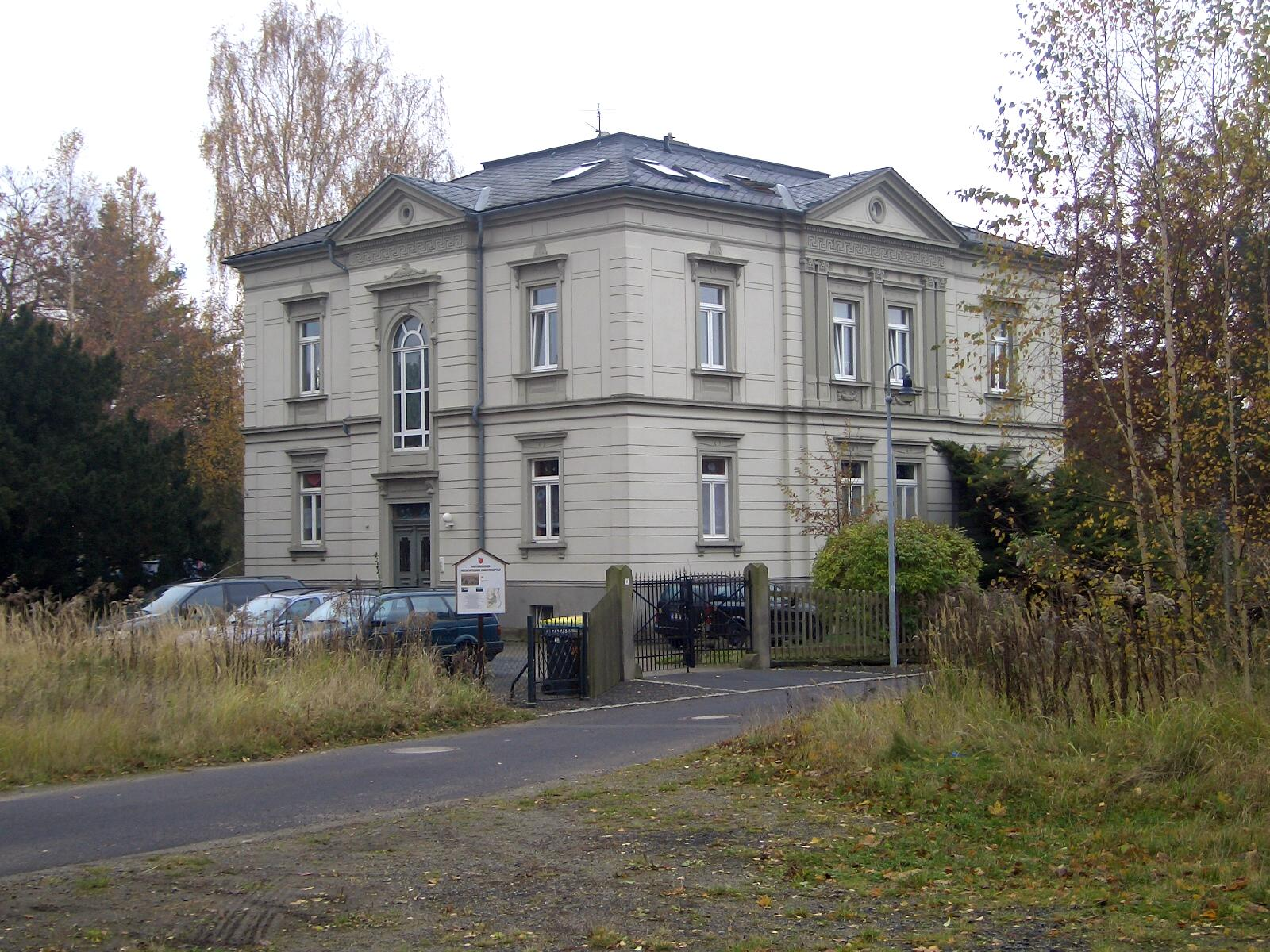
Ehemalige Villa des Fabrikbesitzers

Der Betrieb wurde 1867 von Johann Benjamin Herrmann (1812–1882) als Orleansweberei zur Herstellung von halbwollenem Gewebe aus Baumwolle und Kammgarn gegründet. Im Jahr 1876 wurde die Weberei um eine Appretur und um eine Färberei erweitert. Eine Namensänderung in J. B. Herrmann Mechanische Weberei, Färberei und Appretur erfolgte 1917. Aufgrund mangelnder Nachfrage von wollenen und halbwollenen Kleiderstoffen ging die Produktion nach 1918 drastisch zurück.
Nach dem Zweiten Weltkrieg pachtete der Textilfabrikant Reinhard Engler aus Reichenau (Bogatynia) Teile der um 1930 in Konkurs gegangenen und stillgelegten Fabrik von der Familie Herrmann. Im leerstehenden Mittelgebäude des Fabrikareals wird im Jahr 1947 die Schule von Hirschfelde als Interimslösung eingerichtet, da die in der Hirschfelder Ortschaft Lehde (heute Trzciniec Dolny) gelegene Zentralschule mit der neuen Grenzsituation, der späteren Oder-Neiße-Grenze, zu Polen gehörte. Diese Behelfslösung währte bis zum Schulneubau 1962 auf dem Hirschfelder Nordpol, dem in den 1950er Jahren entstandenen Neubaugebiet.
Ab dem Jahr 1961 bis zur Verstaatlichung 1972 war die Bezeichnung der Weberei Reinhard Engler KG – Betrieb mit staatlicher Beteiligung. Danach wurde der Betrieb Produktionsstätte des VEB Textilkombinat Zittau (TKZ), Werk 3.3, dem späteren VEB Oberlausitzer Textilbetriebe (Lautex). Bis zur Beendigung der Produktion im Jahr 1990 arbeiteten etwa 50 Beschäftigte an 60 ES4 – Webautomaten für die Herstellung von Baumwoll- und Futterstoffen. Ab 1993 erfolgte mit Ausnahme der ehemaligen Villa des Fabrikbesitzers der Abriss der Gebäude.